# Maçude II

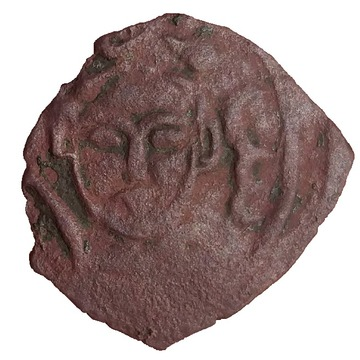
Moeda de Maçude II.

Guiatadim Maçude ibne Caicaus (em latim: Gaiasadinus Massudus; em árabe: غياث الدين مسعود بن كيكاوا; romaniz.: Ghiyāth ad-Dīn Mas'ūd bin Kaykāwūs), melhor conhecido apenas como Maçude II, foi sultão de Rum por quatro vezes entre 1284 e 1308, com pausas decorrentes da tomada do poder por Caicobado III. Era um vassalo do Ilcanato e não exerceu autoridade real.

## História
Maçude era o filho mais velho de Caicaus II (r. 1246–1260). Passou parte de sua juventude exilado na Crimeia e viveu por um tempo em Constantinopla, então a capital do Império Bizantino. Aparece pela primeira vez na Anatólia em 1280 como pretendente ao trono. Em 1284, o novo ilcã Teguder (r. 1282–1284) depôs e executou o sultão Caicosroes III e instalou Maçude em seu lugar. O sucessor de Teguder, Argum (r. 1284–1291), dividiu os territórios seljúcidas e concedeu Cônia e a metade ocidental do reino aos dois filhos do sultão deposto. Maçude invadiu com uma pequena força, fez com que os dois meninos fossem mortos e se estabeleceu na cidade em 1286.
Liderou várias campanhas contra os principados turcomenos emergentes, os beilhiques, sempre em nome dos mongóis e geralmente com tropas deles. Notável entre elas é a expedição iniciada no final de 1286 contra os germiânidas. Os germiânidas eram um bando guerreiro de ascendência turcomena, assentados pelos seljúcidas uma geração antes no sudoeste da Anatólia para manter os nômades turcomanos mais rebeldes sob controle. Maçude conduziu a campanha sob a tutela do vizir e estadista mais velho, Facradim Ali. Embora tenha havido alguns sucessos no campo de batalha, os germiânidas altamente móveis continuaram sendo uma força significativa na região. Maçude e seus aliados mongóis conduziram expedições igualmente fúteis contra os caramânidas e esrefidas.
Em 1297, numa atmosfera caracterizada por intriga e revolta quase constante contra a distante autoridade do ilcã, tanto por parte de oficiais mongóis quanto de potentados turcomanos locais, Maçude foi envolvido num complô contra o Ilcanato. Foi perdoado, mas privado de seu trono e confinado em Tabriz. Foi substituído por Caicobado III, que logo se envolveu numa conspiração semelhante e foi executado pelo ilcã Mamude Gazã (r  1295–1304). Nisso, Maçude voltou ao trono em 1303. Por volta de 1307, Maçude e o Sultanato de Rum com ele, desapareceu do registro histórico. Seu possível túmulo foi identificado em Samsun em 2015. De acordo com Rustam Shukurov, Maçude II "tinha dupla identidade cristã e muçulmana, uma identidade que foi ainda mais complicada pela dupla identidade étnica turca / persa e grega".